# BIMライブラリ技術研究組合
BIMライブラリ技術研究組合は、技術研究組合法に基づき設立された国土交通大臣認可の組織である。2019年8月23日に設立。BIM (Building Information Modeling) の建築界で共通に利用できる情報インフラとしての設備機器、建築部品等のライブラリーの整備を行っている。英名はBuilding information modeling Library Collaborative research association of Japanであり、BLCJが略称として用いられる（本記事も以下BLCJとする）。

## 概要
一般財団法人日本建設情報総合センター (JACIC) は、BIMパーツを集約してウェブサイト上で提供する「BIMライブラリーコンソーシアム」 (BLC) を2015年10月30日に発足し、BLCJはこれを前身としている。BLCが管理していた「BE-Bridge」、「Stem」はBLCJに引き継がれている。「BE-Bridge」、「Stem」は一般財団法人建設業振興基金が1999年5月から2015年3月まで、同基金に設置されていた「設計製造情報化評議会」(C-CADEC) が開発したもので、JACICが2015年4月14日に継承していた。設備部会のWG (ワーキンググループ)にはBE-Bridge WGがある。
BLCの発足時は建材・設備の分類コードの整備も視野に入っており、BLCJ設備標準に仕様属性情報一覧・機器分類コード一覧がある。ただしこれらが諸外国のコードであるUniclass(イギリス)、OmniClass(アメリカ)、Uniformat(アメリカ・カナダ)に相当するとは言い難い。(UniClassにいたっては公益社団法人日本建築積算協会が日本語訳を行っており詳しい。)

## BLCJ BIMオブジェクト標準

### BLCJ BIMオブジェクト標準 報告書
Ver1.0の報告書と資料編が2019年10月に公開された。最新（執筆時2023年12月）は2023年12月12日に公開されたVer2.0である。BLCJ 事務局が編纂。
Ver2.0はプレスリリースにて以下の特徴と標準を整理した範囲が記されている。

#### BLCJ BIMオブジェクト標準の主な特徴
- 英国NBSオブジェクト標準の構造を保持しつつ、日本のきめ細やかなものづくりの技術基準に対応していること。
- 実務者の視点から、設計・施工・製造段階の主要な情報を属性情報に取り込み、標準化することで、2025年度に予定されるBIMを用いた建築確認に関連する活動を支援すること、また公共建築工事標準仕様書等と用語の対応を図っていること。
- 分類コードは国内用のCI-NETコードとグローバルな対応を視野にISO12006-2に基づくUniclassを用いており、OmniClassとの対応も考慮していること。
- BLCJ標準Ver. 1.0の対象品目を拡大し、太陽光発電装置や建築確認に必要なダンパー等の設備機器等を加えていること。

#### BLCJ BIMオブジェクト標準 Ver 2.0 を整理した範囲
| 分野 (段階)      | 標準 Ver. 2.0 で対象とする部位・品目 |
| ---------------- | --- |
| 建築意匠 (S1-S4) | 窓、ドア、シャッター、トイレ(意匠について) (2024年度末までに床、壁、天井の標準Ver. 1.0を見直し、新たに空間を対象に加える予定)                   |
| 構造 (指定なし)  | S造の柱･梁 、RC造の柱･梁、基礎、壁、床、場所打ち杭、既成杭、ベースプレート                                                                      |
| 電気設備 (S2-S6) | 照明器具、高低圧配電盤 発電装置、盤類、防災器具、太陽光発電装置                                                                                 |
| 機械設備 (S2-S6) | ボイラー､冷凍機､冷却塔､ポンプ､送風機､空気調和機､暖房機､全熱交換器､湯沸器、 衛生器具､給湯暖房機､パネル形水槽､キッチン､消火設備、バルブ、ダンパー |
| その他           | エレベーター |

### BLCJ BIMオブジェクト標準 解説書 パラメータリスト

#### BLCJ BIMオブジェクト標準 建築属性項目リスト 解説書
2023年12月12日にBIMオブジェクト標準 Ver.2.0と同時に、以下の「建築属性項目リスト」と「パラメータリスト(excel)」が公開された。建築部会 属性情報WGが編纂。
- 建築意匠・建具 仕様解説書（窓・シャッター・ドア）
- 建築意匠・機器 仕様解説書（トイレ）
- 建築意匠・機器 仕様解説書（エレベーター）

#### BLCJ 構造標準
第1版が「BLCJ構造標準」と「パラメータリスト(excel)」として2021年3月31日に公開された。最新（執筆時2023年12月）は2023年12月12日に公開された改訂5版である。建築部会 構造WGが編纂。

### その他

#### 施工計画BIM 仮設オブジェクト
一般財団法人日本建設業連合会、日本建設機械工業会と共同で整備したサンプルオブジェクトと関連資料を日本建設業連合会のウェブサイトで公開している。
- 報告書・その他資料→施工計画BIM - 日本建設業連合会ウェブサイト→建築→BIM部会→報告書・その他資料

### 過去

#### BLCJ設備仕様
現在（執筆時2023年12月）は2020年度中間報告であり、2021年3月22日に「BLCJ設備部会2020年度仕様書編成概要」と「仕様属性情報一覧・機器分類コード一覧」が公開された。